# Terana
Terana là một chi nấm thuộc họ Phanerochaetaceae.